# Tarzan et les Naufragés (nouvelle)
Tarzan et les Naufragés est une nouvelle d'Edgar Rice Burroughs faisant partie de la série Tarzan.

## Version originale
- Titre : Tarzan and the Castaways
- Parution en magazine: The Quest of Tarzan, "Argosy Weekly, 23 août au 6 septembre 1941
- Parution en livre: inclus dans Tarzan et les Naufragés

## Édition française
- 1995 : Tarzan et les Naufragés, inclus dans Tarzan et les Naufragés, Michel Decuyper (publication à titre amateur)